# Acathla
Acathla est un épisode en deux parties terminant la saison 2 de la série télévisée Buffy contre les vampires. 

## Résumé

### Partie I
À Galway, en 1753, un jeune Angel expulsé d'une taverne avec un de ses amis après avoir trop bu est changé en vampire par Darla. Dans le présent, il observe Buffy se battre dans le cimetière avec Alex. Pendant ce temps, une étrange statue a été découverte, et différents spécialistes tentent d'en percer les mystères. Giles, appelé en tant qu'expert, se lance lui aussi dans les recherches. Au lycée, Buffy assure à ses amis être capable de tuer Angelus à leur prochain affrontement.
À Londres, en 1860, Drusilla rencontre sans le savoir Angelus et se confessant à lui, et le vampire l'encourage dans sa folie. De retour dans le présent, Angelus et Drusilla apprennent par Spike la découverte de l'obélisque. Dans la salle d'informatique de Mlle Calendar, Buffy et Willow trouvent la disquette sur laquelle leur professeure avait enregistré le rituel de restitution d'âme pour Angelus. En Roumanie, en 1898, un clan de Bohémiens restitue à Angelus son âme.
De retour à Sunnydale, Buffy et Willow veulent rendre son âme à Angel, Willow se sentant prête à accomplir le rituel avec ses pouvoirs magiques. Alex s'oppose catégoriquement à ce projet et et le groupe se dispute sur la marche à adopter. Pendant ce temps, Angelus et Drusilla volent la statue. Au cimetière, alors qu'elle chasse les vampires, Buffy est surprise par Kendra, venue l'aider. Dans leur cachette, Angelus apprend à Spike que la statue est le démon Acathla, changé en pierre après avoir été tué par un chevalier. La statue a le pouvoir d'aspirer le monde en Enfer. Après avoir appris le vol de la statue, le groupe comprend que la statue est Acathla grâce aux informations données par l'Observateur de Kendra. Échouant lors du rituel au cours duquel il doit retirer l'épée planté dans la poitrine du démon, Angelus décide d'enlever Giles, pour que ce dernier l'aide à réveiller le démon. À New York, en 1996, Angel, devenu clochard, rencontre Whistler, un démon chargé de maintenir l'équilibre entre bien et mal, qui le persuade de se rendre à Los Angeles. Il y observe Buffy lorsqu'elle apprend qu'elle est la Tueuse de vampires et durant ses premières armes, mais aussi lors de son quotidien difficile avec sa famille, marqué par les disputes de ses parents.
Au cours de la journée, Angelus envoie un vampire donner rendez-vous à Buffy le soir même. Cette dernière s'y rend en laissant ses amis qui préparent le rituel pour rendre son âme à Angel. Lorsque cette dernière retrouve Angelus, ce dernier finit par avouer à la Tueuse ses véritables intentions. Elle court retourner au lycée, mais lorsqu'elle arrive à la bibliothèque, il est trop tard : à la suite d'une attaque menée par Drusilla, Giles a été enlevé, Cordelia s'est enfuie, Willow est blessée à la tête, Alex a le bras cassé et Kendra a été tuée.

### Partie II
Arrivée à la bibliothèque, Buffy découvre le corps sans vie de Kendra. Elle est arrêtée par la police, qui la croit responsable de la mort de la jeune fille, mais la Tueuse parvient à s'échapper. Elle retrouve Alex à l'hôpital, et elle apprend que Willow est dans un état critique. Alors que Giles se réveille aux mains d'Angelus et que Joyce est interrogée par la police, Buffy passe chez son Observateur et rencontre Whistler. Il lui révèle qu'Angel devait tuer Acathla et non le réveiller, et qu'elle doit être prête à utiliser l'épée. En rentrant chez elle, Buffy manque de se faire arrêter par la police, mais est sauvée par Spike qui lui propose une alliance temporaire : en échange de tuer Angelus, le vampire demande que Drusilla soit épargnée et de pouvoir fuir Sunnydale. En effet, il ne souhaite pas la disparition de l'humanité et est jaloux de l'attirance de Drusilla pour leur complice.
De retour chez elle, Buffy tue un vampire sous les yeux de sa mère et décide de lui dire toute la vérité sur sa véritable identité et la double vie qu'elle mène depuis plusieurs années. Elle appelle Willow, qui s'est réveillé de son traumatisme crânien, a trouvé Oz à son chevet et sans avoir entendu Alex lui avouer son amour pour elle. Profondément choquée et dans le déni, Joyce refuse de la croire. Alors que Buffy doit repartir accomplir sa mission, sa mère l'avertit que si elle quitte la maison, elle ne pourra pas revenir. Buffy ne peut, malgré tout, échapper à sa mission et quitte la maison pour aller chercher l'épée que Kendra lui a apportée.
Willow décide d'exécuter le rituel de restitution d'âme depuis son lit d'hôpital. Elle envoie Oz et Cordelia aller chercher ses affaires et charge Alex de prévenir Buffy de ses intentions. Spike est de retour auprès de Drusilla et d'Angelus. Il convainc le second de faire parler Giles avec les dons d'hypnose de la première, car la torture n'a pas fait parler le bibliothécaire. La stratégie s'avère payante. À la bibliothèque, Buffy croise le principal Snyder qui la renvoie du lycée avant de la laisser partir, et d'appeler le Maire, ayant de « bonnes nouvelles ». Elle retourne à l'appartement de Giles et retrouve Whistler : il lui apprend que seul le sang d'Angel peut arrêter Acathla, et le souffle du démon les emportera tous les deux en Enfer au lieu du reste du monde. 
Au petit matin, elle se rend au repaire des vampires. Elle croise Alex qui dit à Buffy que Willow veut qu'elle tue Angelus. Attendue par Spike, la Tueuse arrive au moment de l'exécution des rituels du réveil d'Acathla par Angelus et de restitution d'âme par Willow. Pendant la bataille, Spike s'attaque à son rival, assomme Drusilla et quitte Sunnydale avec elle en voiture, laissant Buffy seule au prise avec Angelus. Malheureusement, le vampire est parvenu à réveiller Acathla, et seule sa mort peut désormais inverser le processus. Le combat entre les deux anciens amants est devenu inévitable, mais au moment où Buffy prend l'avantage et s'apprête à porter le coup de grâce au vampire, le rituel de restitution réussit et Angelus récupère son âme. Le vampire est confus, et la Tueuse l'embrasse et lui avoue ses sentiments, avant de lui planter son épée en plein cœur afin d'arrêter le démon et sauver le monde. Angel est aspiré dans le vortex qui se ferme en l'emportant avec lui. Dévastée d'avoir dû tuer l'amour de sa vie alors qu'il était redevenu celui qu'elle aimait et après s'être souvenue de l'ultimatum imposé par sa mère, Buffy décide, sans rien dire à qui que ce soit, de quitter Sunnydale pour s'installer seule à Los Angeles.

## Production
Le tournage de cet épisode a nécessité, pour la première fois dans la série, l'utilisation de studios de tournage supplémentaires pour tout ce qui concerne les scènes de flashbacks sur le personnage d'Angel à New York et en Irlande. Sarah Michelle Gellar et David Boreanaz se sont également entraînés au maniement de l'épée afin que le combat qui les oppose à la fin de la deuxième partie de l'épisode gagne en réalisme. Malgré cela, les plans où les deux acteurs se battent et ceux où ce sont les cascadeurs qui les doublent sont aisément reconnaissables en raison des différences dans les coiffures entre les acteurs et leurs doubles.
Lors des crédits de fin d'épisode, le « Grr Arrgh » du monstre servant de logo à la compagnie Mutant Enemy est remplacé, pour la première fois dans la série, par « I Need a Hug » (« J'ai besoin d'un câlin »).